# ماتيوز نواك
ماتيوز نواك (بالبولندية: Mateusz Nowak)‏ هو دراج بولندي، ولد في 15 يوليو 1992.

## وصلات خارجية
- ماتيوز نواك على موقع أرشيف الدراجات (الإنجليزية)
- ماتيوز نواك على موقع إحصائيات الدراجات الإحترافية (الإنجليزية)
- ماتيوز نواك على موقع نسبة الدراجات (الإنجليزية)